# Life with an Ordinary Guy Who Reincarnated into a Total Fantasy Knockout
Life with an Ordinary Guy Who Reincarnated into a Total Fantasy Knockout (jap. 異世界美少女受肉おじさんと Fantajī bishōjo juniku ojisan to), skrótowo Fabiniku (jap. ファ美肉) – manga napisana przez Yū Tsurusaki i zilustrowana przez Shina Ikezawę, publikowana w magazynie internetowym „Cycomi” wydawnictwa Cygames od listopada 2019. Na jej podstawie studio OLM wyprodukowało serial anime, który emitowano od stycznia do marca 2022. 

## Fabuła
Hinata Tachibana jest mało popularnym pracownikiem biurowym, który od dzieciństwa przyjaźni się z przystojnym Tsukasą Jingujim. Razem często chodzą na randki grupowe, jednak mimo to Hinata nie może znaleźć dziewczyny, ponieważ kobiety zawsze interesują się Tsukasą. Pewnej nocy, kiedy wracają wspólnie do domu, pijany Hinata nieumyślnie mówi, że chciałby być piękną dziewczyną o nieodpartym uroku. Przysłuchując się ich rozmowie, bogini przenosi ich do innego świata, jednocześnie spełniając życzenie Hinaty. Aby wrócić do swojej dawnej postaci, musi wyruszyć w podróż ze swoim przyjacielem i pokonać władcę demonów.

## Bohaterowie
- Hinata Tachibana (jap. 橘 日向 Tachibana Hinata)

Seiyū: M.A.O (kobieta), Kent Itō (mężczyzna) 
- Tsukasa Jinguji (jap. 神宮寺 司 Jingūji Tsukasa)

Seiyū: Satoshi Hino 
- Bogini miłości i piękna (jap. 愛と美の女神 Ai to bi no megami)

Seiyū: Rie Kugimiya 
- Telolilo Lilili Lu (jap. ティロリロ・リリリ・ルー Tiroriro Ririri Rū)

Seiyū: Yukiyo Fujii 
- Satina (jap. サテイナ Sateina)

Seiyū: Hikaru Tohno 
- Ultina (jap. ウルティナ Urutina)

Seiyū: Amane Shindō 
- Schwartz von Liechtenstein Lohengramm (jap. シュバルツ・フォン・リヒテンシュタイン・ローエングラム Shubarutsu fon Rihitenshutain Rōenguramu)

Seiyū: Kaito Ishikawa 
- Lucius (jap. ルシウス Rushiusu)

Seiyū: Eri Kitamura 
- Shen (jap. シェン)

Seiyū: Jun’ichi Suwabe 
- Muria (jap. ムリア)

Seiyū: Yū Serizawa 
- Ugraine (jap. ユグレイン Yugurein)

Seiyū: Yui Makino 
- Narrator (jap. ナレーション Narēshon)

Seiyū: Masashi Ebara 

## Manga
Pierwszy rozdział mangi został opublikowany 18 listopada 2019 w magazynie internetowym „Cycomi” wydawnictwa Cygames. Następnie wydawnictwo Shōgakukan rozpoczęło zbieranie rozdziałów do wydań w formacie tankōbon, których pierwszy tom ukazał się 17 kwietnia 2020. Według stanu na 19 sierpnia 2024, do tej pory wydano 13 tomów.
| Nr | Data wydania (język japoński) | ISBN (język japoński)  |
| -- | ----------------------------- | ---------------------- |
| 1  | 17 kwietnia 2020              | ISBN 978-4-09-850102-1 |
| 2  | 18 września 2020              | ISBN 978-4-09-850254-7 |
| 3  | 19 lutego 2021                | ISBN 978-4-09-850444-2 |
| 4  | 19 maja 2021                  | ISBN 978-4-09-850541-8 |
| 5  | 18 października 2021          | ISBN 978-4-09-850656-9 |
| 6  | 19 stycznia 2022              | ISBN 978-4-09-850778-8 |
| 7  | 17 czerwca 2022               | ISBN 978-4-09-851093-1 |
| 8  | 17 listopada 2022             | ISBN 978-4-09-851379-6 |
| 9  | 18 kwietnia 2023              | ISBN 978-4-09-851558-5 |
| 10 | 19 lipca 2023                 | ISBN 978-4-09-852545-4 |
| 11 | 19 grudnia 2023               | ISBN 978-4-09-853067-0 |
| 12 | 18 kwietnia 2024              | ISBN 978-4-09-853231-5 |
| 13 | 19 sierpnia 2024              | ISBN 978-4-09-853514-9 |

## Anime
Adaptacja w formie telewizyjnego serialu anime została zapowiedziana 17 maja 2021. Została wyprodukowana przez studio OLM i wyreżyserowana przez Sayakę Yamai. Scenariusz napisał Toshimitsu Takeuchi, postacie zaprojektowała Aoi Yamato, a muzykę skomponował Takeshi Watanabe. Seria była emitowana od 12 stycznia do 30 marca 2022 w stacjach TV Tokyo i BS TV Tokyo. Motywem otwierającym jest „Akatsuki no Salaryman” w wykonaniu Yoshiki Fukuyamy, natomiast końcowym „FA’NTASY to!” autorstwa Luce Twinkle Wink. Prawa do dystrybucji poza Azją nabył Crunchyroll.

## Odbiór
W 2020 roku seria zajęła 19. miejsce w konkursie Next Manga Award w kategorii manga internetowa.